# Jeane Kirkpatrick
Jeane Jordan Kirkpatrick (Duncan, 19 de Novembro de 1926 — 7 de Dezembro de 2006) foi uma política norte-americana e autora do artigo Dictactorship and Double Standards, referência principal para a construção da política externa de Reagan.
De filiação republicana, durante a administração de Ronald Reagan ocupou cargos importantes no Departamento de Estado e exerceu um grande influência na política externa do seu país. Entre 1981 e 1985, foi embaixadora dos Estados Unidos nas Nações Unidas. Durante a sua gestão, ela adotou práticas políticas neoconservadoras.